# به ما دست نزنید
به ما دست نزنید (به هندی: Hum Se Na Takrana) فیلمی محصول سال ۱۹۹۰ و به کارگردانی دیپاک بحری است. در این فیلم بازیگرانی همچون درمندرا، میتون چاکرابورتی، شاتورگان سینها، کیم کتکار، آنیتا راج ایفای نقش کرده‌اند.